# Maxime-Gaël Ngayap Hambou
Maxime-Gaël Ngayap Hambou (Clichy, 22 de junio de 2001) es un deportista francés que compite en judo.
Participó en los Juegos Olímpicos de París 2024, obteniendo dos medallas, oro en el equipo mixto y bronce en la categoría de –90 kg. Ganó una medalla de plata en el Campeonato Europeo de Judo de 2025, en la categoría de –90 kg.

## Palmarés internacional
| Juegos Olímpicos   | Juegos Olímpicos       | Juegos Olímpicos  | Juegos Olímpicos |
| Año                | Lugar                  | Medalla           | Categoría        |
| ------------------ | ---------------------- | ----------------- | ---------------- |
| 2024               | París (Francia)        | Medalla de oro    | Equipo mixto     |
| 2024               | París (Francia)        | Medalla de bronce | –90 kg           |
| Campeonato Europeo |                        |                   |                  |
| Año                | Lugar                  | Medalla           | Categoría        |
| 2025               | Podgorica (Montenegro) | Medalla de plata  | –90 kg           |